# ولفگانگ نون
ولفگانگ نون (آلمانی: Wolfgang Nonn; ۱۶ فوریهٔ ۱۹۳۵ – ۲۶ اوت ۱۹۵۹) بازیکن هاکی روی چمن اهل آلمان بود.